# Саут-Кенсінгтон (Меріленд)
Саут-Кенсінгтон (англ. South Kensington) — переписна місцевість (CDP) в США, в окрузі Монтгомері штату Меріленд. Населення — 8829 осіб (2020).

## Географія
Саут-Кенсінгтон розташований за координатами 39°0′57″ пн. ш. 77°3′59″ зх. д. / 39.01583° пн. ш. 77.06639° зх. д. (39.015856, -77.066330).  За даними Бюро перепису населення США в 2010 році переписна місцевість мала площу 5,49 км², з яких 5,39 км² — суходіл та 0,09 км² — водойми.

## Демографія
Згідно з переписом 2010 року, у переписній місцевості мешкали 8462 особи в 3098 домогосподарствах у складі 2292 родин. Густота населення становила 1542 особи/км².  Було 3211 помешкання (585/км²).
Расовий склад населення:
| - 88,1 % — білих - 4,0 % — азіатів - 3,4 % — чорних або афроамериканців - 0,3 % — корінних американців - 1,4 % — осіб інших рас |

До двох чи більше рас належало 2,8 %. Частка іспаномовних становила 6,5 % від усіх жителів.
За віковим діапазоном населення розподілялося таким чином: 27,6 % — особи молодші 18 років, 56,3 % — особи у віці 18—64 років, 16,1 % — особи у віці 65 років та старші. Медіана віку мешканця становила 43,4 року. На 100 осіб жіночої статі у переписній місцевості припадало 89,3 чоловіків;  на 100 жінок у віці від 18 років та старших — 84,9 чоловіків також старших 18 років.
Середній дохід на одне домашнє господарство  становив 187 370 доларів США (медіана — 145 125), а середній дохід на одну сім'ю — 222 675 доларів (медіана — 167 993). Медіана доходів становила 120 261 долар для чоловіків та 81 768 доларів для жінок. За межею бідності перебувало 1,5 % осіб, у тому числі 0,4 % дітей у віці до 18 років та 3,4 % осіб у віці 65 років та старших.
Цивільне працевлаштоване населення становило 4041 осіб. Основні галузі зайнятості: науковці, спеціалісти, менеджери — 24,9 %, освіта, охорона здоров'я та соціальна допомога — 24,1 %, публічна адміністрація — 12,8 %, фінанси, страхування та нерухомість — 6,4 %.